# Firmengruppe Appl
Die Firmengruppe Appl Holding (Eigenschreibweise FIRMENGRUPPE APPL) ist ein familiengeführtes Druck- und Weiterverarbeitungsunternehmen mit Hauptsitz in Wemding. Es besitzt eigenständige Druck- und Bindestandorte in Wemding und Freising.

## Geschichte

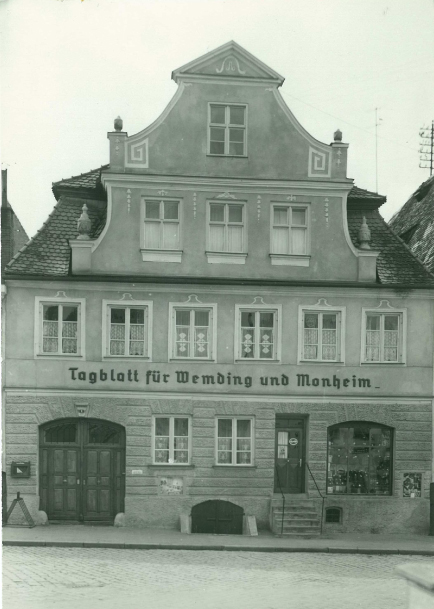
1965: Sitz der Zeitung „Tagblatt“, die Familie Appl übernommen hat und gleichzeitiger Wohnort am Marktplatz in Wemding.

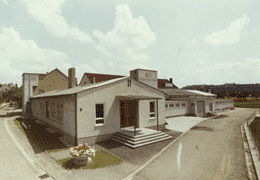
Erstes Firmengebäude der Firmengruppe Appl von 1969 (Gutenbergstrasse 3 in Wemding).

Mit der Übernahme der Regionalzeitschrift Tagblatt für Wemding und Monheim begann 1899 die Familie Appl ihre Tätigkeiten in der Druckbranche. Diese Zeitschrift erschien bis zum Ende des Zweiten Weltkrieges. 1947 wurde mit dem Werkdruck und dem Aufbau einer satzorientierten Druckerei begonnen. Der Einstieg in den Bogenoffsetdruck erfolgte 1968. Diesen Zweig baute die Firmengruppe Appl 1978 mit der Übernahme des Unternehmens Sellier Druck GmbH aus. Sechs Jahre später wurde mit dem Rollenoffsetdruck in Wemding begonnen. Dieser Bereich wurde mit der Übernahme der Echter Druck GmbH in Würzburg im Jahr 1999 und dem Kuncke Druck in Ahrensburg im Jahre 2005 erweitert. 2005 erfolgte ebenfalls die Übernahme der Print.Forum GmbH und somit der Einstieg in den Tiefdruck. Dieser Bereich wurde 2011 durch die Beteiligung an der Rose Druck GmbH vergrößert. Mit der Übernahme der Buchbinderei in Monheim (Bayern) kann die Firmengruppe Appl den Bereich der Weiterverarbeitung ab dem Jahr 2006 abdecken. Für die Produktion von Kleinauflagen stehen seit 2009 Digitaldruckmaschinen zur Verfügung. Ein Geschäftsführer ist für die Firma, welche sich seit 2011 unter dem Dach einer Holding befindet, verantwortlich. 2011 stieg die Firmengruppe Appl in den Online-Shop-Markt für Buchdruck im B2C-Bereich ein. Ab 2015 wurden die verschiedenen Teilbereiche des Druck- und Bindeunternehmens konzentriert. Der Bogenoffset bei Sellier druck am Standort in Freising wurde nach Wemding verlagert. Die Weiterverarbeitung blieb am Standort in Freising. Im gleichen Jahr wurde der Tiefdruck-Standort Print.Forum in Sinsheim geschlossen und nach Kirchardt verlagert. 2019 erfolgte auch die Schließung des Standortes in Kirchardt. 2020 erfolgte die Schließung des Standortes in Reichenberg bei Würzburg.

## Firmenstruktur und deren Produkte

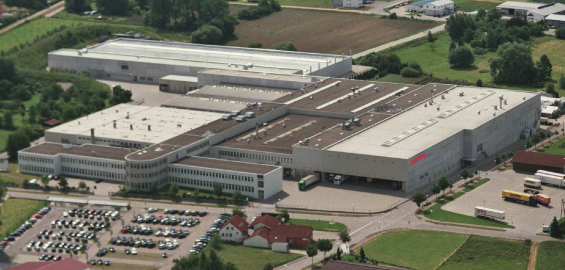
Hauptsitz der Firmengruppe APPL in Wemding

Die Firmengruppe Appl besteht aus zwei operativ tätigen Unternehmen an verschiedenen Standorten in ganz Deutschland. Bei der appl druck GmbH in Wemding werden Zeitungsbeilagen, Zeitschriften, Kataloge und Telefonbücher ausschließlich auf acht Rollenoffsetdruckmaschinen im Sonderformat produziert.
Die appl druck GmbH in Freising ist auf die Weiterverarbeitung von Zeitschriften und Magazinen spezialisiert. Darüber hinaus werden die Druckprodukte auf mehreren Sammelheft- und Klebebindeanlagen weiterverarbeitet, wenn gewünscht persönlich adressiert und an die Kunden verschickt.
Die aprinta Druck GmbH (mit Sitz am Hauptstandort Wemding) beschäftigt sich neben dem großformatigen Bogenoffsetdruck auf sieben Druckmaschinen auch mit dem Digitaldruck. Die hergestellten Produkte umfassen farbige Sachbücher, Ratgeber und Atlanten im XXL-Format, Bildbände und strapazierfähige Schulbücher. Zusätzlich ist die aprinta druck GmbH ein Buchbindereibetrieb mit drei Buchstraßen und produziert fadengeheftete Broschuren sowie Hardcover-Bücher.

## Technik der verschiedenen Standorte

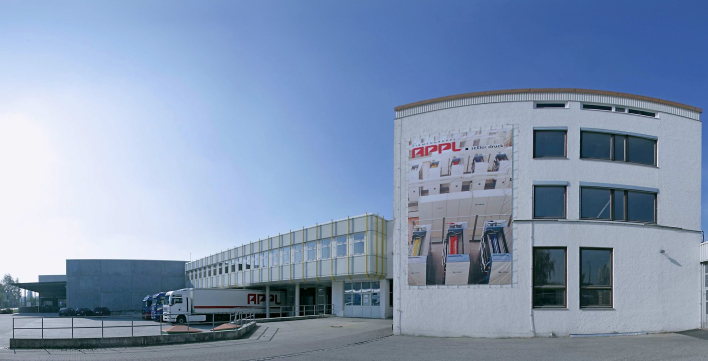
appl Druck GmbH in Freising

Die Firmengruppe Appl besitzt acht Rollenoffsetdruckmaschinen. Die appl Druck GmbH produziert Sonder-, Pocket- und Überformate A4 und DIN-Formate ergänzt durch Sonderfarben, Inline-Verarbeitung und Planoauslage.
Neben dem Rollenoffset steht der Bogenoffsetbereich der Firmengruppe Appl. Sieben Bogenoffsetdruckmaschinen in Wemding bilden einer der großen Bogendruckkapazitäten in Europa. 2002 wurde die weltweit erste großformatige vier-über-vier Wendemaschine installiert.
Der Digitaldruck erfüllt mit zwei Maschinen in Wemding Anforderungen in dem Bereich der Kleinauflagen.
Eine Weiterverarbeitung der produzierten Druckerzeugnisse findet für den Rollenoffsetbereich in Freising statt und für den Bogenoffsetbereich in Wemding. Die firmenübergreifenden Druckvorstufen ermöglichen dabei ein technisches interaktives Handeln. Zusätzlich verbindet seit 2008 ein komplexes ERP-System die Mandanten miteinander.

## Umweltmanagement
Neben Photovoltaikanlagen auf den Dächern der Firmengebäude und der Teilnahme am Umweltprojekt „Ökoprofit“, besitzt die Firmengruppe Appl seit 2008 die Zertifikate:
- FSC- und PEFC-Zertifizierung[15]
- ISO-14001-Zertifizierung: Bisher konnten eine Vermeidung von 350.000 kg Kohlendioxid und eine Reduzierung des Frischwasserverbrauchs um 1575 m³ erzielt werden.